# Charles Bouchard
Joseph Jacques Charles "Charlie" Bouchard, född 1956 i Chicoutimi, Québec, är en kanadensisk tidigare militärgeneral vid Kanadas flygvapen. Han var Natos befälhavare för Operation Unified Protector, under den internationella militärinsatsen i Libyen 2011, som var relaterat till libyska inbördeskriget.